# Lorena Meritano
Lorena Meritano est une actrice de cinéma argentine née à Concordia le 30 septembre 1970. 

## Biographie
Lorena Meritano Gelfenben est notamment connue grâce à ses rôles dans des séries (telenovelas)  comme Pasión de Gavilanes et dans des films tels que Baño de Damas (2003).

## Filmographie
- 1994 : Prisionera de amor (série télévisée) : Esther
- 1995 : Me tengo que casar/Papá soltero
- 1995 : Revancha de mujer : Elsa
- 1996 : Tric Trac (série télévisée)
- 1997 : Rivales por accidente (série télévisée) : Luz Elena
- 1997 : Escándalo (série télévisée) : Susy
- 1998 : La mujer de mi vida (série télévisée) : Alexandra Montesinos
- 1998 : Wild Angel (série télévisée) : Carolina 'Caro' Domínguez
- 2000 : Secretarias privadísimas (téléfilm)
- 2000 : Cuando calienta el sol
- 2001 : Eco moda (série télévisée) : Gabriela Garza
- 2002 : La lectora (série télévisée) : Guadalupe'Karen'Serna
- 2003 : El auténtico Rodrigo Leal (série télévisée) : Rafaela del Valle
- 2003 : Baño de Damas : Dilka
- 2003 : Pasión de Gavilanes (série télévisée) : Dínora Rosales
- 2005 : Sex Stories of Ordinary People (mini-série)
- 2006 : Merlina mujer divina (série télévisée) : Frida de Carbó
- 2006 : A Ton of Luck : la psychologue
- 2007 : Amas de casa desesperadas (es) (série télévisée) : Veronica Villa
- 2007 : Tiempo final (série télévisée) : Ana
- 2010 : Chepe Fortuna (série télévisée)
- 2010 : Mujeres asesinas (série télévisée) : Teresa
- 2011 : Passions of the Heart (série télévisée) : Virginia Campos Miranda
- 2013 : El día de la suerte (série télévisée)
- 2013 : Fin del mundo (court métrage) : Azucena